# ジョナサン・ミラン
ジョナサン・ミラン（Jonathan Milan、2000年10月1日 - ）は、イタリア、トルメッツォ出身の自転車競技選手。ジョナタン・ミランとも表記される。ロードレースとトラックレースの両方で活動している。
彼の名前は、母親が妊娠中に読んでいたリチャード・バックの小説「かもめのジョナサン」にちなんで名づけられた。

## 主な戦績

### ロードレース

#### 2022
- CROレース（英語版）  ポイント賞（第1、2ステージ優勝）

#### 2023
- サウジ・ツアー（英語版） 区間優勝（第2ステージ）
- ジロ・デ・イタリア  ポイント賞（第2ステージ優勝）
- ツアー・オブ・広西 区間優勝（第2ステージ）

#### 2024
- ボルタ・ア・ラ・コムニタ・バレンシアナ  ポイント賞（第3ステージ優勝）
- ティレーノ〜アドリアティコ  ポイント賞（第4、7ステージ優勝）
- ジロ・デ・イタリア  ポイント賞（第4、11、13ステージ優勝）
- ドイツ・ツアー  ポイント賞（プロローグ、第1、3ステージ優勝）
- レネウィ・ツアー 区間優勝（第1、3ステージ）

#### 2025
- ボルタ・ア・ラ・コムニタ・バレンシアナ 区間優勝（第1ステージ・チームタイムトライアル、第5ステージ）
- UAE・ツアー  ポイント賞（第1、4ステージ優勝）
- ティレーノ〜アドリアティコ  ポイント賞（第2、7ステージ優勝）
- クリテリウム・デュ・ドーフィネ 区間優勝（第2ステージ）
- ツール・ド・フランス  ポイント賞（第8、17ステージ優勝）

### トラックレース

#### 2021
- 東京オリンピック  団体追抜 金メダル
- 世界選手権自転車競技大会トラックレース  団体追抜 優勝
- ヨーロッパ選手権  個人追抜 優勝

#### 2022
- UCIトラックネイションズカップ
  - 個人追抜 優勝
  - 団体追抜 優勝

#### 2023
- ヨーロッパ選手権 
  - 個人追抜 優勝
  - 団体追抜 優勝

#### 2024
- パリオリンピック 団体追抜  3位